# Puffin des Anglais
Puffinus puffinus
Espèce
Statut de conservation UICN

 LC  : Préoccupation mineure
Répartition géographique
Le Puffin des Anglais (Puffinus puffinus) est une espèce d'oiseaux de mer de la famille des Procellariidae.

## Description
Il n'y a pas de dimorphisme sexuel chez cette espèce. Les juvéniles sont semblables aux adultes.
Long de 30 à 38 cm pour une envergure de 76 à 82 cm, cet oiseau a approximativement la taille d'une mouette rieuse. Il pèse entre 350 et 450 g.
Ce puffin a le ventre et la gorge blancs, et le dessus du dos, des ailes, de la queue et de la tête (calotte) brun-noirâtre. La calotte sombre descend jusqu'en dessous des yeux. Le dessous des ailes, blanc argenté comme tout le dessous de cet oiseau, est bordé de noir, largement aux extrémités et plus finement sur le pourtour. Le bec noir mat et fin est surmonté des narines tubulaires caractéristiques des oiseaux de cette famille.

## Comportement

### Comportement social
Seul ou en petits groupes en mer pendant l'hivernage, cet oiseau forme des colonies très denses pendant la période de nidification.

### Vol
Le plus souvent, ils volent par groupe de quelques dizaines. Ils apparaissent alors blancs ou noirs, selon que leur ventre ou leur dos est visible. Ils volent généralement au ras des vagues, alternant vol battu rapide et glissades planées, les ailes tenues rigides. Ces excellents voiliers peuvent, pour nourrir leurs petits, aller en 24 heures du sud de la Grande-Bretagne au sud du golfe de Gascogne (1 000 kilomètres).
À terre, ils sont patauds, déséquilibrés sur leurs pattes placées très en arrière et trop faibles pour leur permettre de se tenir dressé; ils progressent souvent en s'aidant du bec et des ailes.

### Migration
Le puffin des Anglais réalise une migration trans-équatoriale. Il part en effet dès le mois de juillet hiverner au large des côtes Est de l'Amérique du Sud, entre le 10e et le 50e parallèle Sud, mais aussi au large de l'Afrique du Sud. Certains individus atteignent même le Pacifique. Des individus erratiques ont été signalés en Australie et en Nouvelle-Zélande. Le retour vers le Nord se fait à partir de la fin février ou de début mars. Même si cet oiseau ne commence à se reproduire qu'à partir de 5 ans, les jeunes réalisent la migration vers les sites de nidification dès l'âge de 2 ans.

### Alimentation
Le puffin des Anglais se nourrit essentiellement de petits poissons (sprats, anchois, harengs...), de crustacés, de céphalopodes (seiches, calmars…), et de divers débris alimentaires ramassés en surface. Il se nourrit parfois avec l'aide de mammifères marins ou de bancs de poissons prédateurs qui rabattent les proies vers la surface. Il ne suit que très rarement les bateaux de pêche pour profiter des déchets de poisson.
Le plus souvent, les proies sont capturées en surface, en plein vol. Le bec plonge dans l'eau lors d'un passage au ras des vagues, les pattes frappant parfois la surface. Cet oiseau peut aussi plonger à la poursuite de ses proies. Le puffin des Anglais parcourt parfois de grandes distances journalières dans sa quête de nourriture.
Comme chez les albatros et pétrels, les narines "tubulaires" sont pourvues d'une glande spéciale permettant d'excréter les excédents de sel.

### Reproduction

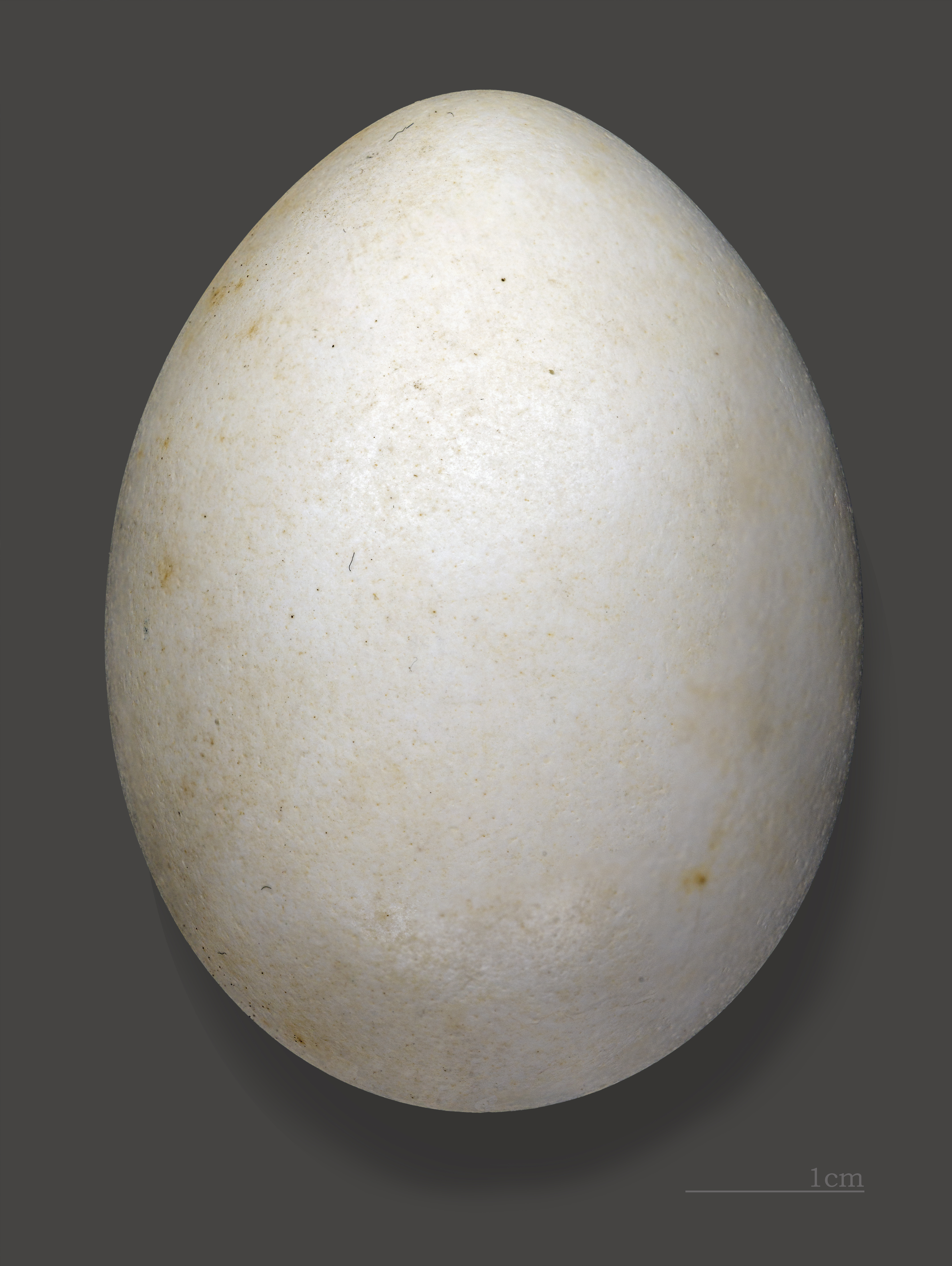
Puffin des Anglais (coll.MHNT)

Cet oiseau commence à se reproduire vers 5-7 ans. Les couples sont monogames. La nidification se fait au sein de colonies nombreuses, contenant parfois plusieurs dizaines de milliers de couples (comme sur l'île de Rùm, en Grande-Bretagne). Cet oiseau niche en avril/mai sur des îles ou côtes rocheuses, dans des crevasses de la roche ou dans des terriers de lapin ou de macareux ou creusés par les deux parents eux-mêmes. Le nid est garni d'herbe, de feuilles et de plumes.
La femelle pond un seul œuf blanc. L'incubation est longue (de 51 à 61 jours). Elle est réalisée par les deux parents, qui se relaient tous les 3 à 5 jours. Pendant qu'un des parents couve, l'autre part pêcher la nourriture et parcourt parfois plusieurs centaines de kilomètres dans la journée. Le soir, ils reviennent pour rapporter le produit de leur pêche, salués par les cris assourdissants de leur compagnon resté au nid.
Après l'éclosion, lorsque l'oisillon est âgé de quelques jours, les deux parents partent pêcher, laissant l'oisillon seul pendant la journée. Le soir, ils attendent la nuit posés en mer en troupes nombreuses, ne regagnant le nid qu'à la nuit tombée, afin de ne pas attirer l'attention des oiseaux prédateurs comme les goélands, mais cette stratégie n'est guère fructueuse… Nourri par ses deux parents d'une bouillie de poisson prédigérée, le petit grossit rapidement et à deux mois, il est presque aussi gros qu'un adulte. Il est alors abandonné par ses parents, et tire profit de ses réserves de graisse en attendant d'avoir toutes ses plumes d'adulte. Les jeunes quittent le nid et s'envolent au bout de dix semaines. Certains peuvent déjà avoir atteint l'Atlantique Sud trois semaines plus tard,.

### Longévité
Cette espèce a une longévité habituelle de 25 à 30 ans mais certains individus peuvent atteindre ou dépasser les 50 ans. Un puffin des Anglais capturé et bagué alors qu'il était adulte en juillet 1953, a été recapturé en juin 2003 ; il avait alors au moins 53 ans.

### Vocalisations
Généralement muet en mer, cet oiseau devient bruyant sur les lieux de nidification, surtout le soir lors du retour des conjoints partis en pêche, poussant des grognements et des croassements ressemblant à des sanglots étranglés (entendre son cri sur cette page).

## Habitat
Ce puffin est exclusivement maritime, il ne vient que très exceptionnellement à l'intérieur des terres. Il niche sur les côtes rocheuses et les îles possédant de l'herbe.

## Répartition
Cet oiseau niche principalement sur certaines côtes de l'Europe de l'Ouest ou sur des îles médio-atlantiques (Royaume-Uni, Islande, îles Féroé, Irlande, France, îles Canaries, Açores, Madère), mais des cas de couples nicheurs ont été rapportés sur des îles au large de Terre-Neuve, et même un cas sur une île du Massachusetts,. Ils hivernent dans l'hémisphère sud, au large des côtes de l'Amérique et de l'Afrique.

## Population
La population européenne est estimée à plus de 350 000 couples, dont environ 80 % niche au Royaume-Uni. Les autres sites importants de nidification sont les îles Féroé et l'Irlande.
La population mondiale est estimée à entre 500 000 et 600 000 individus.

## Statut et préservation
La population mondiale de ce puffin étant jugée stable, l'UICN a classé l'espèce dans la catégorie LC (préoccupation mineure).
Malgré la stabilité de la population de puffins des Anglais et son importance, cet oiseau a été classé dans la catégorie « Localisé » par BirdLife International, car 90 % de sa population niche sur seulement 10 sites recensés, en Grande-Bretagne et en Irlande. Il en est de même pour l'AEE depuis 1994; cette espèce a été de plus déclarée comme « en danger » par l'Espagne en 1992 pour les populations des îles Canaries, et « vulnérable » par la France en 1999 pour les populations nichant sur les côtes bretonnes.
Cette espèce fait partie des espèces migratrices protégées par le Migratory Bird Treaty Act; elle figure aussi en annexe II de la Convention de Berne (protection de la vie sauvage).

## Division de la super-espèce «puffin des Anglais»
L'espèce Puffinus puffinus a subi, entre les années 1990 et 2000, un profond remaniement dans sa classification, à la suite de l'étude des gènes mitochondriaux de ces oiseaux (entre autres, le gène du cytochrome b).
- L'espèce Puffinus puffinus a d'abord été séparée en deux espèces: Puffinus puffinus et Puffinus auricularis, qui a elle-même été séparée en deux espèces distinctes : Puffinus auricularis (puffin de Townsend) et Puffinus newelli (puffin de Newell)
- Puis Puffinus puffinus a de nouveau subi une division : Puffinus puffinus et Puffinus opisthomelas (puffin cul-noir)
- Plus récemment, il y a eu une nouvelle division, donnant naissance à deux espèces : Puffinus puffinus et Puffinus yelkouan, qui a été elle aussi divisée en Puffinus yelkouan (puffin yelkouan) et Puffinus mauretanicus (puffin des Baléares). Cette toute dernière division n'est pas encore (en 2007) reconnue par tous les auteurs[13].

## Étymologie
Puffin viendrait de l'anglais to puff, souffler, et ferait référence à la capacité qu'ont ces oiseaux à projeter par le bec une substance huileuse et nauséabonde. Puffinus est la latinisation de puffin.

L'expression des Anglais vient du fait qu'il s'agit du puffin le plus répandu dans l'Atlantique Nord (les autres sont plus communs dans l'hémisphère sud ou en Méditerranée), et du fait qu'un des sites de nidification les plus anciennement connus se trouve près de l'île de Man (sur l'île Calf of Man), entre l'Irlande et la Grande-Bretagne (d'où le nom anglais de Manx shearwater donné à cet oiseau, Manx signifiant en anglais relatif à l'île de Man).

## Philatélie
Plusieurs États ont émis des timbres à l'effigie de cet oiseau (voir quelques exemples sur cette page) : l'île d'Aurigny en 2003, l'île de Man en 1973 et 2006, et la Tanzanie en 1999.

## Compléments

### Photos et vidéos
- Galerie photo Marevita